# Avoca (Irlandia)
Avoca (irl. Abhóca) – miasteczko w Irlandii, w prowincji Leinster, w hrabstwie Wicklow, nad rzeką Avoca.
W Avoca istniały kopalnie miedzi i ołowiu.
Dwie mile od miejscowości łączą się ze sobą dwie rzeki: Avonmore i Avonbeg. Ten element krajobrazu stał się tematem piosenki The Meeting of the waters Thomasa Moore, irlandzkiego poety i piosenkarza.